# Luiz Bittencourt
Luiz José Bittencourt (Goiânia, 20 de Junho de 1956) é um Engenheiro e político brasileiro.

## Perfil biográfico
Engenheiro, estudou na  Escola de Engenharia (EECA) da  Universidade Federal de Goiás, Goiânia, em 1978. Filho de José Luís Bittencourt (vice-governador e deputado estadual) e Veneranda Cabral Bittencourt. Casado com Suzana Maria Camilo de Lima Bittencourt, filhos, Lígia, Elisa, Pedro, Humberto e Luiz José Bittencourt Filho.

## Vida Política e Parlamentar
Deputado Estadual, suplente do PDC, 12ª Legislatura, 1991-1995.  Tomou posse em 13.01.93, permanecendo no cargo até 31.12.94.
Candidato a Prefeito de Goiânia em 1992 pelo PMDB, não se elegendo. 
Deputado Estadual, PMDB, 13ª Legislatura, 1995-1998. Presidente da Assembléia Legislativa, 1995-1996.Candidato a Prefeito de Goiânia pelo PMDB,  em 1996, disputou, no 2º turno, com Nion Albernaz.Deputado Federal, PMDB, 1999-2003.Deputado Federal, PMDB, 2003-2007. Deputado Federal, PMDB, 2007-2011. Em 2016, pré-candidato à Prefeitura de Goiânia pelo PTB, mas desistiu para apoiar a candidatura do deputado estadual Francisco Júnior, pelo PSD..
Em 2016 foi denunciado pela participação no Escândalo das passagens aéreas, ocorrido quando era senador em 2009. Teria vendido parte da cota de viagens para uma agência de viagens paranaense, que revendia as passagens à Universidade Estadual de Maringá.

## Outras Informações
Engenheiro das  Centrais Elétricas de Goiás, CELG.Engenheiro do Banco de Desenvolvimento de Goiás.Professor da Universidade Católica de Goiás.Sócio-Proprietário da firma Cantaclaro e Bittencourt Ltda.
Na Presidência da Assembléia realizou grandes mudanças na sua estrutura física e administrativa, iniciando, inclusive, o processo de informatização da Assembléia.
Presidente do Conselho Regional de Engenharia, Arquitetura e Agronomia, CREA, Goiás e Tocantins, 1988-1990.

## Livros publicados
Luiz Bittencourt, como deputado estadual e federal, publicou vários livros, contendo pronunciamentos e palestras proferidas no exercício dos seus mandatos. O principal deles foi Real - O Outro Lado da Moeda, em que avalia o Plano Real, editado pelo então presidente Fernando Henrique Cardoso, para estabilizar a economia brasileira.

## Ligações Externa
Perfil LUIZ BITTENCOURT - PMDB/GO